# 马勒姆
马勒姆（荷蘭語：Marum，发音：[ˈmaːrɵm]）是荷兰东北部格罗宁根省的旧市镇，面积为64.88平方公里，2007年人口为10,061。
2019年1月1日，马勒姆与前市镇莱克、赫罗特哈斯特和泽伊德霍伦合并为新市镇“韦斯特夸蒂尔”。

## 人口中心
- Boerakker
- Jonkersvaart
- Lucaswolde
- Marum
- Niebert
- Noordwijk
- Nuis
- De Wilp